# دوره ریوا
دوره ریوا (به ژاپنی: 令和) نام عصر ژاپنی است که از اول مه سال ۲۰۱۹ در روز بر تخت نشستن امپراتور ژاپن، پسر ارشد آکی‌هیتو، ناروهیتو به عنوان ۱۲۶ امپراتور ژاپن آغاز شده‌است. این عصر پس از دوره هیسه‌ای است که در روز ۳۰ آوریل سال ۲۰۱۹ با استعفای امپراتور قبلی به پایان رسید.